# Luvia
Luvia is een voormalige gemeente in het Finse landschap Satakunta. De gemeente had een totale oppervlakte van 166 km2 en telde 3350 inwoners in 2015. In 2017 werd Luvia geannexeerd door het naburige Eurajoki.
In Luvia staat een door Josef Stenbäck in nationaal-romantische stijl ontworpen dorpskerk (1910). Tot Luvia behoorde ook het eilandje Säppi, dat bekend is om zijn vuurtoren.